# 年轻的巴拉之死

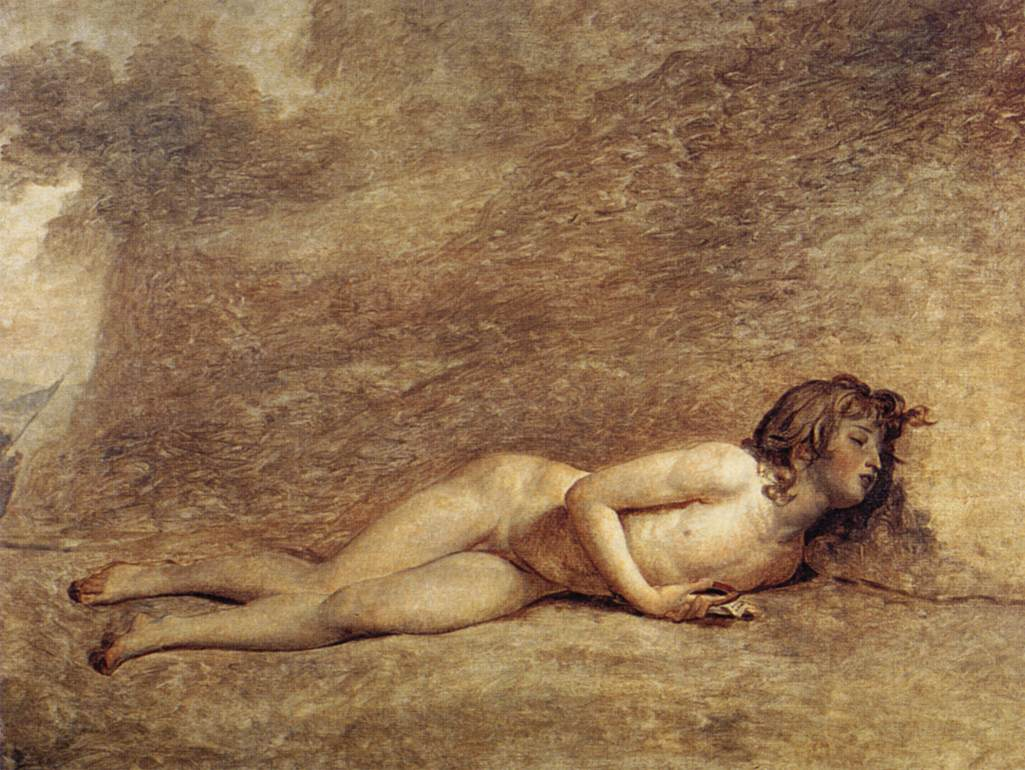

《年轻的巴拉之死》（The Death of Young Bara）是法国艺术家雅克-路易·大卫的一幅画作，创作于1794年，现藏于阿维尼翁卡尔维博物馆。法国第一共和国军队中的年轻鼓手约瑟夫·巴拉（1779-1793），死于旺代戰爭，成了法国大革命的英雄和烈士。这幅画作与《马拉之死》和《米歇尔·勒佩勒捷的最后时刻》一同构成大卫的烈士系列。它还有一件同年完成的匿名副本，现藏于里尔美术宮，在法国大革命博物馆展出。